# IC 1151
IC 1151 ist eine Balken-Spiralgalaxie vom Hubble-Typ SBc im Sternbild Serpens am Himmelsäquator. Sie ist schätzungsweise 101 Millionen Lichtjahre von der Milchstraße entfernt.
Das Objekt wurde am 10. Juli 1891 von Stéphane Javelle entdeckt.